# Impero del male

Ronald Reagan pronuncia il discorso dell'"Impero del male" l'8 marzo 1983 alla National Association of Evangelicals.

Impero del male (in inglese: Evil empire) è l'espressione antonomastica con la quale il presidente degli Stati Uniti Ronald Reagan, in un discorso pronunciato l'8 marzo 1983 davanti all'Associazione Evangelica Nazionale ad Orlando (Florida), designò l'Unione Sovietica.
Lo slogan propagandistico, caro agli ambienti conservatori, si inquadrava nella politica reaganiana di acceso e bellicoso contrasto diretto del comunismo durante la nuova fase critica della guerra fredda che soppiantò completamente il precedente periodo della distensione promossa dalle presidenze di Richard Nixon, Gerald Ford e in parte Jimmy Carter.

## Evil empire: origine e impiego dell'espressione nel contesto della guerra fredda
Il conio dell'espressione è attribuito a Anthony Dolan, incaricato all'epoca di scrivere i discorsi di Reagan, e la data esatta in cui lo slogan appare per la prima volta è controversa. Il Modern History Sourcebook, pubblicato dall'Università di Fordham (città di New York), anticipa tale data all'8 giugno 1982, giorno in cui Reagan pronunciò un discorso presso la Camera dei comuni a Londra; in tale discorso, però, è presente più che altro il concetto, mentre l'espressione esatta non appare con certezza che qualche mese dopo, l'8 marzo 1983, in un discorso tenuto significativamente alla convenzione annuale della National Association of Evangelicals.
In esso Reagan, dopo aver rammentato che «nel mondo esiste peccato ed esiste il male» e che «noi abbiamo ricevuto il comando dalle Scritture e dal Signore Gesù di combatterli con tutte le nostre forze», continuava affermando che, fino a quando i comunisti avessero continuato a «predicare la supremazia dello Stato, dichiararne l'onnipotenza sull'individuo e profetizzarne il futuro dominio su tutti i popoli della terra», essi sarebbero stati «il centro del male nel mondo moderno». E concludeva con un'esortazione:
Uno tra i maggiori storici della guerra fredda, John Lewis Gaddis, inquadra così il discorso del presidente:
(Gaddis, La guerra fredda, trad. it. di Nicoletta Lamberti, Mondadori, Milano 2007 [ed. or. London 2005], p. 238. ISBN 978-88-04-58084-3.)

## Storia successiva
L'espressione "impero del male" ebbe fortuna anche dopo la conclusione dell'era reaganiana. In tempi recenti la si trova riferita, fra l'altro, all'Unione europea (in ambienti euroscettici britannici), all'Impero britannico, al Terzo Reich, alla Chiesa, agli stessi Stati Uniti (da parte, per esempio, degli iraniani della Rivoluzione iraniana, che chiamavano gli USA il "grande satana", per distinguerlo dal "piccolo satana" che per loro era Israele) e perfino, ironicamente, alla Microsoft.
Essa riecheggia poi certamente nello slogan "asse del male", coniato da George W. Bush per designare un gruppo di nazioni accusate di sostenere il terrorismo internazionale (Iraq, Iran e Corea del Nord).